# Menhir de la Grande Bernerie
Le menhir de la Grande Bernerie, appelé aussi la Pierre, est situé à Saint-Hilaire-de-Loulay, dans le département français de la Vendée.

## Description
À l'origine, il existait deux menhirs, tous deux appelés la Pierre : le menhir de Petite Bubonnière détruit en 1896 et le menhir de la Grande Bernerie.